# جون روجرز (لاعب كريكت أسترالي)
جون روجرز (بالإنجليزية: John Rogers)‏ (8 سبتمبر 1993 في أستراليا - ) هو لاعب كريكت أسترالي. لعب مع فريق تسمانيا للكريكت وفريق غرب أستراليا للكريكت ‏.

## وصلات خارجية
- جون روجرز (لاعب كريكت أسترالي) على موقع إي آس بي آن كريك إنفو (الإنجليزية)